# Desiderio di Langres
Desiderio di Langres (Genova, IV secolo – Langres, IV secolo) è stato un vescovo italiano.

## Biografia
Desiderio nacque a Genova, nelle campagne di Bavari, nel IV secolo.
Fu il terzo vescovo di Langres in Francia. Atanasio di Alessandria lo indica come partecipante al concilio di Sardica del 343, ma compare anche nel concilio di Colonia del 346. Durante le invasioni barbariche (355-357) fu decapitato nel 355 d.C. dai Vandali per salvare il suo popolo; il corpo quindi raccolse la propria testa e rientrò in città a Langres (cefaloforia).

## Culto
Desiderio è il protettore di insegnanti, puntatori, pensionati e contadini. Inoltre è il patrono di Assago, Castelnuovo Scrivia, Brignano-Frascata e di Langres.
Durante il medioevo venne scambiato con san Desiderio di Vienne.
Dal Martirologio Romano al 23 maggio: